# Lauderiaceae
Famille
Les Lauderiaceae sont une famille d'algues de l'embranchement des Bacillariophyta (Diatomées), de la classe des Mediophyceae et de l’ordre des Thalassiosirales.

## Étymologie
Le nom de la famille vient du genre type Lauderia, donné « en l'honneur de M. Lauder, qui a largement contribué à l'histoire de l'une des familles de diatomées les plus intéressantes, les Chaetocerotaceae, qui ressemble par certains caractères à Creswellia (Stephanopyxidaceae NDT), mais à d'autres égards à Striatella (Striatellaceae NDT). ».

## Description
Le genre type Lauderia fut décrit comme suit par P. Cleve, P.T.  en 1873 :

« Les cellules sont brièvement cylindriques, réunies pour former des filaments droits. En vue de ceinture, les valves bien arrondies donnent un aspect perlé au filament ; elles sont très délicates, avec de fines costae rayonnant à partir d'un anneau central ; de fins pores pénètrent la couche basale entre les costae. Les plastides sont nombreux, discoïdes, lobés. Des costae anastomosées sont présents uniquement sur la circonférence, donnant une structure faiblement loculaire. La zone centrale de la valve peut être unie ou indistinctement poreuse. Autour de la circonférence, il y a de nombreuses fultoportules, sur plusieurs rangs ; d’autres sont également dispersées sur la face de la valve ; celles-ci ont des tubes externes bien développés, dont les bords sont légèrement dentelés et dont les bases se fondent dans le cadre dans la région marginale. À l'intérieur, les fultoportules sont petites et ne possèdent que des contreforts faiblement développés. Un anneau de processus tubulaire, plus long et plus fin, est également présent à la limite entre les régions loculée et costale, mais ils ne proviennent pas des fultoportules et sont probablement occlus. Il s'agit des sinus déjà mentionnés par Gran en 1900,  qui, en microscopie électronique, peuvent être vus comme des structures solides. 
Une seule rimoportule assez grande est située près du bord de la valve, mais juste à l'intérieur de la zone costale. Les copules se localisent comme dans la région marginale de la valve, bien qu'elles soient inhabituelles car les locules, beaucoup plus grandes que sur la valve, sont divisées. »

## Distribution
Le genre type Lauderia est commun et répandu dans le phytoplancton des océans.

## Liste des genres
Selon AlgaeBase (20 août 2022) :
- Lauderia Cleve, 1873

## Systématique
Le nom correct complet (avec auteur) de ce taxon est Lauderiaceae Lemmermann, 1899.

## Publication originale
- Lemmermann, E. (1899). Ergebnisse einer Reise nach dem Pacific. (H. Schauinsland 1896/97). Abhandlungen herausgegeben vom Naturwissenschaftlichen zu Bremen 16:  313-398, pls I-III.